# Madison High
Madison High est un pilote de série télévisée américaine produit en tant que spin-off de la série de films High School Musical pour Disney channel. Le pilote a été tourné au printemps 2011, mais n'a pas été retenu par la chaîne.

## Synopsis
Des élèves se mobilisent pour l'ouverture d'un atelier théâtre dans leur école.

## Distribution
- Luke Benward : Devin Daniels
- Genevieve Hannelius : Wednesday Malone
- Leah Lewis : Peyton Hall
- Katherine McNamara : Cherry O'Keefe
- Mark Indelicato : Harvey Flynn
- Nolan Sotillo : Colby Baker
- Alyson Reed : Ms. Darbus

## Fiche technique
- Scénariste du pilote : Lester Lewis
- Réalisateur du pilote : Paul Hoen
- Producteurs exécutifs : Bill Borden, Barry Rosenbush, Lester Lewis et Paul Hoen
- Société de production : Autumn Harvest Productions, It's a Laugh Productions, Disney Channel Original Productions

## Tournage
La production du pilote de Madison High a eu lieu en mars 2011.